# Tyler Conklin
Tyler Conklin (Municipio de Chesterfield, Míchigan, 30 de julio de 1995) es un jugador profesional estadounidense de fútbol americano que se desempeña en la posición de tight end en New York Jets, equipo de la National Football League (NFL).

## Carrera
Fue seleccionado en la quinta ronda en la Reunión Anual de Selección de Jugadores de la NFL de 2018. Hizo su debut profesional con el equipo Minnesota Vikings, en el cual jugó cuatro temporadas (2018-2022), luego pasó a New York Jets, donde lleva jugando dos temporadas.